# Napoli Futsal
El Napoli Futsal es un equipo italiano de fútbol sala de la ciudad de Nápoles. Fue fundado en el 2012 y actualmente compite en la Serie A de la Divisione Calcio a 5. Disputa sus partidos de local en el PalaCercola de Cercola (Nápoles).

## Historia
El club fue fundado por el presidente Serafino Perugino en el 2012 como Futsal Fuorigrotta en el barrio napolitano de Fuorigrotta. En junio de 2020 adoptó el nombre actual, siendo ya el único equipo de fútbol sala de la ciudad de Nápoles.
En la temporada 2013-14 ganó la Copa de Campania. La temporada siguiente compitió en la Serie D, logrando el ascenso directo a la Serie C2. En la temporada 2015-16 finalizó segundo en el grupo napolitano de la Segunda Categoría Regional. En 2017 el FF Napoli ascendió a la Serie B gracias a los resultados obtenidos y a la quiebra de varios clubes; tras finalizar en el tercer lugar, perdió los play-offs para la A2. En la temporada 2019-20, hasta la suspensión del campeonato debido a la pandemia de enfermedad por coronavirus, el equipo se mantuvo en el segundo lugar de la Serie A2 y logró participar en la Final Four de Copa.
En la temporada 2020-21, logró el ascenso a la Serie A ganando todos los partidos del campeonato; además, los napolitanos se coronaron campeones de la Copa de Italia de Serie A2.
En el verano de 2022 cambió su nombre a Napoli Futsal.
En la temporada 2023-24 ganó la Copa de Italia.

## Plantilla 2023-24
| N.º | País            | Nombre                | Sobrenombre | Puesto     |
| --- | --------------- | --------------------- | ----------- | ---------- |
| 1   | Brasil          | Caio Ainsa            | AINSA       | Portero    |
| 2   | Italia          | Marco Ercolessi       | ERCOLESSI   | Cierre     |
| 6   | Italia          | Fernando Perugino     | PERUGINO    | Cierre     |
| 7   | Italia          | Massimo De Luca       | DE LUCA     | Ala        |
| 8   | Brasil          | Diego Brandão Martins | MANCUSO     | Pivot      |
| 9   | Argentina       | Cristian Borruto      | BORRUTO     | Ala        |
| 10  | Paraguay        | Javier Adolfo Salas   | SALAS       | Ala        |
| 11  | Brasil · Italia | Mauro Canal           | CANAL       | Intermedio |
| 12  | Italia          | Jurij Bellobuono      | BELLOBUONO  | Portero    |
| 17  | Italia          | Tommaso Colletta      | COLLETTA    | Ala        |
| 23  | Italia          | Luca De Simone        | DE SIMONE   | Pivot      |
| 24  | Argentina       | Lucas Bolo            | BOLO        | Ala        |
| 26  | Italia          | Alessandro Perugino   | PERUGINO    | Pivot      |
| 28  | Brasil · Italia | Vinicius Duarte       | DUARTE      | Intermedio |
| 65  | Italia          | Alessio Saponara      | SAPONARA    | Pivot      |
| 94  | Italia          | Andrea Di Gennaro     | DI GENNARO  | Portero    |

Entrenador:  Fulvio Colini

## Palmarés
- Copa de Italia: 2023-24
- Serie A2: 2020-21
- Copa de Italia de Serie A2: 2020-21
- Copa de Campania: 2013-14